# Appropriation (art)

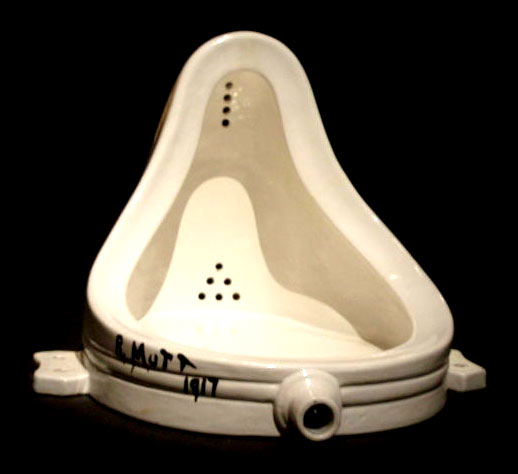
Fontaine Duchamp

Pour les articles homonymes, voir appropriation.
L'appropriation est une forme d'expression artistique dont la tradition s'inscrit dans l'histoire de l'art et qui est particulièrement présente en art contemporain. Elle est généralement associée à l'art conceptuel et se rapproche du détournement.

## Définition et historique
L'appropriation en art est l'utilisation d'objets ou d'images préexistants avec peu ou pas de transformation. Le recours à l'appropriation a joué un rôle important dans l'histoire des arts (arts littéraires, visuels, musicaux et du spectacle).
Dans le sens le plus étroit, on parle d'appropriation si « des artistes copient consciemment et avec une réflexion stratégique » les travaux d'autres artistes. Dans ce cas, l'acte de « copier » et son résultat doivent être compris également comme de l'art (sinon, on parle de plagiat ou de faux).
Au sens large, peut être de l'appropriation artistique tout art qui réemploie du matériel esthétique (par ex. photographie publicitaire, photographie de presse, images d'archives, films, vidéos, textes, etc.). Il peut s'agir de copies exactes et fidèles jusque dans le détail, mais des manipulations sont aussi souvent entreprises sur la taille, la couleur, le matériel et le média de l'original.

### XIXesiècle
De nombreux artistes ont fait référence à des œuvres d'artistes ou à des thèmes précédents.
En 1856, Ingres peint le portrait de Madame Moitessier. La pose inhabituelle est connue pour avoir été inspirée par la peinture murale romaine antique Herakles et son fils Telephas. Ce faisant, l'artiste a créé un lien entre son modèle et une déesse olympienne.
Edouard Manet a peint l'Olympia (1865) inspirée par Titien et sa Vénus d'Urbino. Son tableau Le Déjeuner sur l'herbe s'inspire également de l'œuvre des maîtres anciens. Sa composition est basée sur un détail du "Le Jugement de Paris"  (1515) de Marcantonio Raimondi.
On pense que Gustave Courbet a vu la célèbre gravure sur bois en couleur La Grande Vague de Kanagawa par l'artiste japonais Katsushika Hokusai avant de peindre une série de l'océan Atlantique au cours de l'été 1869.
Vincent Van Gogh a également approprié des œuvres d'autres artistes avec par exemple des peintures qu'il a faites inspirées par Jean François Millet, Delacroix ou les estampes japonaises qu'il avait dans sa collection. En 1889, Van Gogh réalise 20 copies peintes inspirées des impressions noir et blanc de Millet. Il agrandit les compositions des estampes puis les peint en couleur selon sa propre imagination. Vincent a écrit dans ses lettres qu'il avait entrepris de «les traduire dans une autre langue» et qu'il ne s'agissait pas simplement de copier: si un interprète «joue du Beethoven, il y ajoutera son interprétation personnelle… ce n'est pas une règle absolue que seul le compositeur joue ses propres compositions»,.
Claude Monet, collectionneur d'estampes japonaises, a créé plusieurs œuvres inspirées de celles-ci telles que le Terrasse a Sainte-Adresse, 1867 inspiré par Fuji de la Plateforme de Sasayedo de Katsushika Hokusai; La série des nymphéas inspirée par sous le pont de Mannen à Fukagawa, 1830-1831 de Hokusai ou La Japonaise, 1876 probablement inspiré par Kitagawa Tsukimaro Geisha, une paire de peintures, 1820-1829,.

### Première moitié duXXesiècle
Au début du XXe siècle, Pablo Picasso et Georges Braque approprient et incluent des objets non artistiques dans leur travail. En 1912, Picasso colle un morceau de tissu sur la toile. Dans des compositions ultérieures, telles que Guitare, Picasso utilise des coupures de journaux pour créer des formes. Ce sont les premiers collages qui ont été classés comme faisant partie du cubisme synthétique. Les deux artistes ont incorporé des aspects du «monde réel» dans leurs toiles, ouvrant la discussion sur la signification et la représentation artistique.
Marcel Duchamp introduisit en 1915 le concept du ready-made, dans lequel "les objets utilitaires produits industriellement ... accèdent au statut d'art simplement par le processus de sélection et de présentation."  Duchamp a exploré cette notion dès 1913 lors de son montage un tabouret avec une roue de bicyclette et de nouveau en 1915 quand il a acheté une pelle à neige et l'a inscrite «avant le bras cassé, Marcel Duchamp.»  En 1917, Duchamp a organisé la soumission d'un ready-made à la Société de l'exposition d'artistes indépendants sous le pseudonyme de R. Mutt. Intitulé Fontaine, il se composait d'un urinoir en porcelaine sur un piédestal et signé "R. Mutt 1917". Le travail a posé un défi direct, juxtaposant de façon frappante aux perceptions traditionnelles des beaux-arts, de la propriété, de l'originalité et du plagiat, et a ensuite été rejeté par le comité de l'exposition.
Le mouvement Dada a continué à jouer avec l'appropriation d'objets du quotidien et leur combinaison dans le collage. Les œuvres Dada présentaient une irrationalité délibérée et le rejet des normes artistiques dominantes. Kurt Schwitters fait preuve d'une sensibilité similaire dans ses œuvres "merz", construites à partir d'objets trouvés, et ils ont pris la forme de grandes constructions qui sont maintenant appelées installations.
Pendant sa période de Nice (1908-13), Henri Matisse a peint plusieurs peintures d'odalisques, inspirées par les femmes d'Alger de Delacroix . Ces mêmes œuvres seront plus tard reprises par Pablo Picasso avec ses femmes d'Alger.
Les surréalistes, venant après le mouvement Dada, ont également incorporé l'utilisation d' «objets trouvés», tels que l'Object (Déjeuner en fourrure) de Méret Oppenheim (1936) ou le Lobster Telephone de Salvador Dalí (1936). Ces objets ont pris une nouvelle signification lorsqu'ils sont combinés avec d'autres objets improbables et troublants.

### 1950-1960: Pop art et réalisme
Dans les années 1950, Robert Rauschenberg a combine des objets prêts à l'emploi tels que des pneus ou des lits, de la peinture, des sérigraphies, des collages et des photographies. De même, Jasper Johns, travaillant en même temps que Rauschenberg, a incorporé des objets trouvés dans son travail.
Magritte a approprie des œuvres de Manet et de David avec ses œuvres Perspective : Madame Récamier de David (1951) et Perspective II. Le balcon de Manet (1950) où il remplace les personnages par des cercueils.
Au début des années 1960, des artistes tels que Claes Oldenburg et Andy Warhol ont approprié des images de l'art commercial et de la culture populaire ainsi que des techniques de ces industries avec par exemple Warhol peignant des bouteilles de Coca Cola. Les artistes du pop art considéraient la culture populaire de masse comme la culture partagée par tous indépendamment de l'éducation.
Parmi les artistes pop les plus connus, Roy Lichtenstein est devenu célèbre en appropriant des images de bandes dessinées avec des peintures telles que Masterpiece (1962) ou Drowning Girl (1963) et d'artistes célèbres tels que Picasso ou Matisse.
Elaine Sturtevant (également connue simplement sous le nom de Sturtevant), a peint et exposé des répliques parfaites d'œuvres célèbres. Elle a reproduit Flowers d'Andy Warhol en 1965 à la Bianchini Gallery de New York. Elle s'est entraînée à reproduire la technique de l'artiste aidée par Warhol – ce qui a fait dire à Warhol lorsqu'il a été interrogé sur sa technique : « Je ne sais pas. Demandez à Elaine. ».
En Europe, les Nouveaux Réalistes ont utilisé des objets à l'image du sculpteur César qui a compressé des voitures pour créer des sculptures monumentales ou l'artiste Arman qui a inclus des objets de tous les jours fabriqués à la machine (allant des boutons et cuillères aux automobiles et des boîtes remplies de déchets).
Les artistes allemands Sigmar Polke et son ami Gerhard Richter, qui ont défini le « réalisme capitaliste », ont offert une critique ironique du consumérisme dans l'Allemagne d'après-guerre. Ils ont utilisé des photographies préexistantes et les ont transformées. Les œuvres les plus connues de Polke étaient ses collages d'images de la culture pop et de la publicité, comme sa scène « Supermarchés » de super héros faisant leurs courses dans une épicerie.

### 1970-1980: La «Picture Generation» et leNeo Pop
L'appropriation peut être effectuée avec une intention critique ou comme un hommage. Cette distanciation vient du critique américain Douglas Crimp qui présente à l'automne 1977 une exposition intitulée  Pictures  à l'Artists Space de New York, un concept qu'il nuancera dans son essai, amer et distant, Appropriating Appropriation (1982). Les premiers artistes sélectionnés pour Pictures sont Sherrie Levine, Jack Goldstein, Phillip Smith, Troy Brauntuch et Robert Longo. Cindy Sherman avait eu droit un an auparavant à une exposition solo à l'Artists Space. Elle est mentionnée dans la version revue et corrigée du texte du catalogue de Douglas Crimps, parue en 1979 dans la revue marxiste Octobre.
Le Whitney Museum of American Art de New York et le Musée d'art contemporain de Los Angeles ont organisé, en 1989, de grandes rétrospectives de la « Picture Generation ».
Du 29 avril au 2 août 2009, le Metropolitan Museum of Art  présente trente artistes de la scène artistique new-yorkaise des années 1970 dans l'exposition, organisée par Douglas Eklund, « The Generation Photos, 1974-1984 ».
À cette Pictures Generation appartiennent Louise Lawler, Barbara Kruger, Richard Prince, Sarah Charlesworth, provenant de la scène artistique de Buffalo (NY), Sherrie Levine, Robert Longo, Cindy Sherman, Louise Lawler Nancy Dwyer, Charles Clough et Michel Zwack. Le vivier le plus important du mouvement est le séminaire de John Baldessari au California Institute of the Arts de Los Angeles, où David Salle, Jack Goldstein, James Welling, Matt Mullican, Barbra Bloom, Ross Bleckner et Eric Fischl ont étudié.
Sherrie Levine a abordé l'acte d'appropriation comme un thème artistique. Levine reprend souvent des œuvres entières dans son propre travail, par exemple en photographiant des photographies de Walker Evans, photographiées et présentées dans un livre intitulé After Walker Evans, publié sous son nom. Contestant les idées d'originalité, attirant l'attention sur les relations entre le pouvoir, le genre et la créativité, le consumérisme et la valeur marchande, les  sources sociales et les usages de l'art, Levine joue avec le thème du «presque pareil». En 2001, Michael Mandiberg retourne cette action contre elle : il effectue des tirages à partir de copies de Sherrie Levine et les présente sous le titre After Sherrie Levine. Mandiberg n'est pas le seul membre de la deuxième génération des appropriationistes à s'être approprié la première génération.
Au cours des années 1970 et 1980, Richard Prince a re-photographié des publicités telles que des cigarettes Marlboro ou des photos de photo-journalisme. Son travail utilise des campagnes publicitaires anonymes et omniprésentes sur les panneaux d'affichage de cigarettes, élève le statut et concentre notre regard sur les images.
Louise Lawler photographie des œuvres d'art in situ dans les salons de collectionneurs et de musées, c'est-à-dire dans leur environnement. Ainsi, elle montre le contexte dans lequel l'art est reçu et comment il est mis en scène dans les salles.
Richard Pettibone a commencé par reproduire à l'échelle miniature des œuvres d'artistes célèbres tels qu'Andy Warhol, et plus tard également des maîtres modernistes, signant le nom de l'artiste original ainsi que le sien. Il a fréquemment copié Warhol et s'est comparé à lui : « Je suis un artisan soigneux, lui est un bâcleur. » Ses imitations ont été déjà vendues aux enchères par Sotheby's 
Jeff Koons s'est fait connaître dans les années 1980 en créant des sculptures conceptuelles de la série The New, une série d'aspirateurs, souvent sélectionnés pour leur nom de marques qui plaisaient à l'artiste, comme l'emblématique Hoover, et dans la veine des ready made de Duchamp. Plus tard, il a créé des sculptures en acier inoxydable inspirées de jouets gonflables tels que des lapins ou des chiens.
L'artiste français Dominique Mulhem a commencé ses appropriations dans le début des années 1980 en mettant en scène des peintures classiques de Léonard de Vinci, Vermeer, Ingres et Michel Ange en situation accrochées sur un mur avec à côté un hologramme faisant référence à l'œuvre copiée. Ensuite dans sa série du musée imaginaire, il a mis des œuvres modernes et contemporaines en situation où des femmes regardent l'œuvre en créant une interactivité entre l'œuvre et la spectatrice et aussi le public qui regarde toute l'œuvre. Pierre Restany avait dit qu'il avait assisté à une véritable visite de musée, à la parfaite reproduction d'œuvres de grands maîtres, devant lesquelles de jolies filles agréablement dévêtues prenaient une pose avantageuse. Des créatures de rêve devant une peinture de rêve… « Devant » ou plutôt « dans », devrait-on écrire, car l'œil s'avère incapable de faire la part des choses, d'effacer cette vision simultanée, d'en séparer les deux éléments.
À la fin des années 1980, une série de photographies de Cindy Sherman, les « Portraits historiques », sont du type « vieux maîtres », en costume et mises en scène. Il arrive qu'elle y joue des rôles historiques de femmes et d'hommes. Elle utilise des costumes délibérément de mauvaise qualité et souvent des maquillages grossiers, de sorte que la mise en scène apparaît clairement dans l'image. Les «Portraits historiques» peuvent être une explication pour comprendre l'histoire de l'art dans laquelle les femmes en général ne sont que des modèles, c'est-à-dire des objets dans le regard de peintres de sexe masculin. En même temps, ils posent des questions sur la construction historique de l'identité, la féminité et la masculinité (voir genre, autoportrait).

### Années 1990
Dans les années 1990, les artistes ont continué à produire de l'art d'appropriation, en l'utilisant comme moyen d'aborder des théories et des problèmes sociaux, plutôt que de se concentrer sur les œuvres elles-mêmes. C'est typiquement le cas du peintre péruvien Herman Braun-Vega chez qui l'appropriation des œuvres des grands maîtres de la peinture est quasiment systématique et qui, après avoir commencé par faire des commentaires peints de la peinture des autres, finit par mettre les personnages empruntés à l'iconographie de la peinture occidentale en présence de la réalité sociale et politique de son époque. Le grand triptyque de la collection permanente du musée Ralli Marbella La Famille Informelle (Vélasquez, Goya, Picasso) est un exemple d'appropriations multiples cohabitant au sein d'une même œuvre avec les contemporains du peintre dans des scènes décrivant la situation sociale dans les pays du tiers monde où la famille au sens large est un cercle d'économie de subsistance. Braun-Vega recontextualise les œuvres appropriées et leur donne une signification nouvelle. De son côté, Damian Loeb a utilisé le cinéma pour commenter les thèmes du simulacre et de la réalité. Parmi les autres artistes reconnus travaillant à cette époque figuraient Christian Marclay, Deborah Kass et Genco Gulan.
Yasumasa Morimura est un artiste d'appropriation japonais qui emprunte des images d'artistes historiques (comme Édouard Manet ou Rembrandt) ou d'artistes modernes comme Cindy Sherman, et y insère son propre visage et son corps. Yasumasa Morimura se met en scène dans des photographies de Cindy Sherman, où ils se portraitise sous divers vêtements et rôles (« Film Stills »). Sherman, une femme, prend souvent des rôles masculins dans ses peintures, Morimura y apparaît lui comme un travesti, et augmente encore la confusion d'identité sexuelle.
Sherrie Levine s'est approprié l'appropriaton lorsqu'elle a fabriqué des urinoirs en bronze coulé poli nommés Fountain. Ils sont considérés comme un "hommage au célèbre ready-made de Duchamp. En plus du geste audacieux de Duchamp, Levine transforme son geste en un  "objet d'art " en élevant sa matérialité et sa finition. En tant qu'artiste féministe, Levine tout comme Deborah Kass refait des œuvres spécifiquement d'artistes masculins qui questionnent la domination patriarcale dans l'histoire de l'art.
Mike Bidlo a fait une performance d'après une anecdote biographique, où il a uriné habillé comme Jackson Pollock dans un foyer ouvert… Pour des expositions, il a fait fabriquer des œuvres d'Andy Warhol ou de Constantin Brâncuşi en série. Il produit actuellement des milliers de dessins et de modèles du ready-made Fontaine de Marcel Duchamp Le ready-made de Duchamp est l'une des œuvres les plus importantes du modernisme. On peut comprendre dès lors le projet de Bidlo à la fois comme un hommage à Duchamp et comme traitement symbolique du conflit des générations.

### XXIesiècle
L'appropriation est fréquemment utilisée par des artistes contemporains comme l'artiste français Zevs qui a réinterprété des logos de marques comme Google ou des œuvres de David Hockney. De nombreux artistes urbains et de rue utilisent également des images de la culture populaire comme Shepard Fairey ou Banksy, qui se sont approprié des œuvres de Claude Monet ou Vermeer .
En 2014, Richard Prince a publié une série d'œuvres intitulées New Portraits s'appropriant les photos de personnes anonymes et célèbres (comme Pamela Anderson) qui avaient posté un selfie sur Instagram. Les modifications apportées aux images par l'artiste sont les commentaires que Prince a ajoutés sous les photos,.
Damien Hirst a été accusé en 2018 de s'approprier le travail d'Emily Kngwarreye et d'autres de la communauté de la peinture australienne d'Utopie, dans le Territoire du Nord. Selon lui ses peintures étaient "inspirées par les techniques pointillistes et les peintres impressionnistes et postimpressionnistes tels que Bonnard et Seurat ".
Mr Brainwash est un artiste urbain devenu célèbre grâce à Banksy et dont le style fusionne l'imagerie pop historique et l'iconographie culturelle contemporaine pour créer sa version d'un pop-graffiti hybride d'abord popularisé par d'autres artistes de rue.
Brian Donnelly, connu sous le nom de Kaws, a utilisé l'appropriation dans sa série, The Kimpsons, et a peint The Kaws Album inspiré de l'album Simpsons Yellow qui était lui-même une parodie de la pochette de l'album des Beatles Sgt. Le groupe Lonely Hearts Club de Pepper a été remplacé par des personnages des Simpsons. Le 1er avril 2019 chez Sotheby’s à Hong Kong, The Kaws Album (2005), s’est vendu 115,9 millions de dollars de Hong Kong, soit environ 14,7 millions de dollars américains. De plus, il a approprie d'autres personnages familiers tels que Mickey Mouse, le bonhomme Michelin, les Schtroumpfs, Snoopy et SpongeBob.
Parmi les artistes français contemporains, on peut citer Leo Caillard qui recontextualise des sculptures classiques en les habillant avec des vêtements modernes et Laurence de Valmy qui crée des peintures Instagram anachroniques,.

## Exemples d'appropriation en haute couture
Yves Saint Laurent, collectionneur d'art, a rendu hommage a différents artistes en appropriant leurs œuvres dans ses collections haute couture. Il a démarré lors de la collection automne-hiver 1965 par la présentation d’une série de robes hommage à Piet Mondrian. En 1988, il crée des vestes inspirées par les œuvres de Van Gogh.

## Caractéristiques de l'appropriation artistique
Les travaux de l'appropriation artistique s'occupent généralement des « qualités abstraites des œuvres d'art et du marché de l'art lui-même. » Ils problématisent par l'acte d'appropriation les éléments fondamentaux du monde de l'art que sont la paternité de l’œuvre, l'authenticité, la Créativité, la propriété intellectuelle, la signature, le Marché de l'art, le Musée (ex. White Cube), l'histoire, le genre, le sujet, l'identité et la différence. Ils se concentrent sur le paradoxe, les auto-contradictions et rendent ceux-ci visibles et esthétiquement appréhensibles.
Les stratégies individuelles des artistes varient considérablement, de sorte qu'un seul modus global n'est pas facile à repérer. D'ailleurs, beaucoup d'artistes considérés comme pratiquant l'appropriation artistique le nient. L'appropriation artistique est donc un label très controversé, utilisé en critique d'art depuis le début des années 1980.
Les techniques sont variées. L'appropriation est notamment utilisée en peinture, photographie, cinéma, sculpture, collage et happening/performance.

## Artistes notables ayant pratiqué l'appropriation artistique
- Banksy
- Mike Bidlo
- Georges Braque
- Herman Braun-Vega[51]
- Günther Förg
- Damien Hirst
- Jeff Koons
- Louise Lawler
- Sherrie Levine
- Roy Lichtenstein
- Kaws
- Barbara Kruger
- Henri Matisse
- Yasumasa Morimura
- Richard Pettibone
- Pablo Picasso
- Michel Platnic
- Richard Prince
- André Raffray
- David Salle
- Jean Schwind
- Cindy Sherman
- Cornelia Sollfrank
- Elaine Sturtevant
- Philip Taaffe
- Rosemarie Trockel
- Peter Weibel
- Gregor Schneider
- Vincent Van Gogh
- Andy Warhol

### Philosophie
D'un point de vue philosophique, ces « stratégies conceptuelles » de l'appropriation artistique doivent être rapprochées de la déconstruction, de la théorie des medias et de l'intertextualité.
Des techniques artistiques telles que la citation, l'allusion, la satire, la parodie et le pastiche, qui sont généralement considérées caractéristiques du postmodernisme, sont utilisées dans l'appropriation artistique.
Puisque beaucoup des stratégies d'appropriation sont orientées vers le système de l'art lui-même, on peut aussi parler de méta-art ou d'auto-réflexion du système de l'art (voir l'analyse systémique), ce qui en fait un mouvement artistique qui explore activement les conditions et les limites de l'art et le force à se redéfinir.

### Droit
Une œuvre d'art s'en appropriant une autre peut aussi être protégée conformément aux droits d'auteur, même si elle ressemble en détail à une œuvre déjà existante d'un autre artiste. L'acte artistique ici diffère de la fraude ou de l'imposture. Certes, comme le sampling ou la reprise en musique, l'appropriation touche à des secteurs où le droit d'auteur a cours Toutefois, comme l'on peut argumenter du sens de ses agissements, que dans ce cas, l'acte de copie fait partie d'un processus original et artistique, il y a rarement des conflits juridiques. En outre, la valeur de l'original, dans les arts plastiques, est généralement liée, contrairement aux produits médiatiques, à une existence matérielle qui n'est aucunement altérée par une appropriation.
Aux États-Unis, où Andy Warhol et Jeff Koons ont été considérés comme violant les droits de l'auteur initial, la jurisprudence est très subtile et changeante, et prend en considération plusieurs facteurs : le but (commercial ou non, présence de transformations faisant preuve d'une intention créatrice, éventuels aspects parodiques) ;  la nature de l'œuvre copiée (artistique ou non) ; la proportion de l'œuvre copiée et son caractère substantiel ou non ; et enfin l'existence d'un dommage commercial lié à une éventuelle concurrence de l'œuvre dérivée,.

## L'appropriation au cinéma
Au cinéma, occasionnellement, la notion d'« appropriation cinema » apparaît (plus fréquemment le stock-shot). Il s'agit de travaux cinématographiques qui intègrent et manipulent du matériau filmique déjà existant.
Le metteur en scène américain Gus Van Sant a tourné par exemple, en 1998, un remake littéral du chef-d’œuvre d'Alfred Hitchcock de 1960, Psycho, qui reconstitue plan par plan l'original ; voir Psycho (film, 1998). La présentation et la production n'ont été légèrement modifiées que dans quelques scènes. Le film à sa sortie se voit attaqué, et n'a en définitive pas été compris par le public des cinémas comme étant une performance autonome, mais plutôt reçu comme inutile ou superflu.